# Rhinella cerradensis
Rhinella cerradensis es una especie de anfibio anuro de la familia Bufonidae.

## Distribución geográfica
Esta especie es endémica del bioma del Ecorregión del Cerrado en Brasil. Habita en los estados de Piauí, Bahía, Goiás, Mato Grosso, Mato Grosso do Sul y en el Distrito Federal.

## Etimología
Su nombre de especie, compuesto de cerrad[o] y el sufijo latín -ensis, significa "que vive, que habita", y le fue dado en referencia a su hábitat, Ecorregión del Cerrado.

## Publicación original
- Maciel, Brandão, Campos & Sebben, 2007 : A large new species of Rhinella (Anura: Bufonidae) from Cerrado of Brazil. Zootaxa, n.º 1627, p. 23-39[6]